# Seguimiento de caras

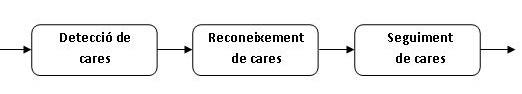
Esquema de seguiment de cares

El seguimiento de caras es un caso específico del video tracking.
Este es un proceso que consta de dos partes: la primera consiste en la localización facial, mediante un sistema de detección de caras y de un sistema de reconocimiento facial, mientras que la segunda consiste en el seguimiento de estas a lo largo de una secuencia de imágenes, es decir, un vídeo.

## Tipos de sistemas de seguimiento de caras
A día de hoy, podemos catalogar los sistemas de seguimiento de caras que se han construido en 3 grupos:
- Seguimiento 2D: Este sistema realiza el seguimiento sólo en posición.

- Seguimiento 2 ½ D: Este sistema realiza un seguimiento 2D con alguna información de orientación.

- Seguimiento 3D: Este sistema realiza el seguimiento en los Seis grados de libertad de la cabeza.

Los sistemas de seguimiento 3D son menos robustos que los sistemas de seguimiento 2D, también son mucho más precisos y permiten analizar el movimiento de todas las partes de la cara. En cambio, los sistemas de seguimiento 2D utilizan primitivas muy simples (el color, los márgenes, etc.) Es por eso que son capaces de trabajar en unas condiciones más adversas (como por ejemplo una mala iluminación ), permitiendo una fácil recuperación ante un fallo de seguimiento.

## Técnicas
Hay varias técnicas para el seguimiento de caras, entre otras encontramos:
- Búsqueda de patrones:

Es una técnica de análisis que consiste en dado un patrón encontrar su aparición dentro de otra imagen mayor. Se puede aplicar también para la detección de objetos, reconocimiento y correspondencia. El método más sencillo de búsqueda de patrones es el Template Matching.
- Flujo óptico:

El flujo óptico define los vectores de movimiento de diferentes partes de la imagen.
Se aplica en secuencias de vídeo. Sirve para la detección de movimiento, seguimiento de objetos por partes, compresión de vídeo, composición, etc.
- Integrales Proyectivas:

Las integrales proyectivas se pueden usar en detección, seguimiento y segmentación.
- Análisis del color:

Las técnicas anteriores se pueden aplicar tanto en imágenes en color como en escala de grises. Pero hay otras técnicas que hacen específicamente uso del color, entre otras:
- Reproyección del histograma.
- Comparación de histogramas.

## Métodos
El seguimiento de caras puede llevarse a cabo mediante los siguientes métodos:
- Template Matching: Este método a grandes rasgos es una comparación de plantillas.
- Filtros de partículas: Útil para el muestreo de la distribución subyacente de espacio de estado de los procesos no lineales y no gaussianos.
- Método de rejilla:[1] Su uso permite llevar a cabo una reducción logarítmica del espacio de búsqueda de los objetos de interés, posibilitando una ejecución en tiempo real de los procesos de localización y seguimiento de caras humanas y componentes faciales.

## Algoritmos
Los algoritmos para llevar a cabo el seguimiento de caras pueden estar basado en:
- Modelo
- Características: Dentro de este tipo encontramos el algoritmos de Camshift. A grandes rasgos se basa en el seguimiento del color de la piel humana. El inconveniente de este algoritmo es que no é capaz de diferenciar entre piel de la cara o de otras partes del cuerpo ni entre diferentes caras.

Otros algoritmos para el seguimiento de caras son:
- Filtro de Kalman
- Mean-shift

## Vídeos ejemplo de seguimiento de caras
- Seguimiento de caras'[2]
- Seguimiento de caras en tiempo real[3]
- Seguimiento de caras en 3D[4]

## Aplicaciones
Los sistemas de seguimiento de caras son una técnica bastante nueva y hasta hace poco sus posibles aplicaciones se limitaban al campo de la videovigilancia, por ejemplo para la monitorización de escenas.
Esta tecnología, poco a poco, se están abriendo paso en diversos campos y ya podemos verla implementada en aparatos comunes que utilizamos en el día a día como las cámaras de fotos digitales o las videocámaras.
Podemos decir que esta tecnología no está en absoluto obsoleta, es decir, que aún queda muchos campos en que implementarla y muy por perfeccionar las técnicas y aportar una mejor calidad. 
Actualmente, se está trabajando para introducir este tipo de sistemas en el campo de los videojuegos. Hasta ahora se ha intentado mejorar la calidad de los gráficos para hacer los juegos lo más reales posible, hemos llegado a un punto en que no se puede mejorar mucho más, por ello y gracias a esta tecnología las compañías del sector están intentando implementar el seguimiento de caras para que el jugador pueda vivir el juego haciendo que pase a ser el protagonista, por ejemplo, que si el jugador gira la cabeza el personaje también lo haga. Por tanto, en la nueva generación de videojuegos el seguimiento de caras será muy importante.
Hoy en día, también podemos encontrar muchos proyectos de universidades o empresas que han invertido en el estudio de estos sistemas:
- “VISCA” seguimiento de caras robotizado[6]
- Combined face tracking and speech recognition[7]